# Didemnum tumulatum
Didemnum tumulatum är en sjöpungsart som beskrevs av Kott 2004. Didemnum tumulatum ingår i släktet Didemnum och familjen Didemnidae. Inga underarter finns listade i Catalogue of Life.